# Гномео та Джульєта
«Гномео та Джульєта» (англ. Gnomeo & Juliet) — анімаційний фільм Келлі Есбарі, інтерпретація трагедії «Ромео та Джульєта» Вільяма Шекспіра. Головних персонажів озвучили англійські актори Джеймс МакЕвой та Емілі Блант. Прем'єра мультфільму відбулася 23 січня 2011 року в США та 30 січня 2011 року в Великій Британії. В Україні мультфільм вперше показали 24 лютого 2011 року.

## Сюжет
Головні герої — дві родини садових гномиків Монтеккі й Капулетті, що мешкають по сусідству на батьківщині Вільяма Шекспіра — в місті Стретфорд-на-Ейвоні. Командувачем синіх гномів є леді Блубері, що має сина Гномео, червоних — лорд Редбрік який надзвичайно піклується про свою доньку Джульєту. Суперництво гномів полягає в тому, що вони змагаються за найкращий сад (гордістю синіх є гліцинія, прикрасою саду червоних — тюльпани) та лідерство в перегонах на газонокосарках. Гномео програв Тібальдові на перегонах і для помсти вирішив прокрастися на ворожу територію. Там він зустрів Джульєту, що намагалася здобути дивовижну квітку з сусідньої покинутої оранжереї, щоб довести свою самостійність батькові. Гноми закохалися один в одного попри те, що відносилися до різних кланів. Вони почали зустрічатися біля сусіднього покинутого будинку.
Суперництво між Тібальдом і Гномео закінчилося тим, що Тібальд розбився об стіну, а Гномео потрапив під автомобіль. Сині, аби помститися червоним за смерть Гномео, замовили страшну газонокосарку Террафірмінатор.
Тим часом виявляється, що Гномео не загинув, а опинився в міському парку. Там він спілкується з пам'ятником Шекспіра, який переконує гнома в тому, що подібна історія про двох закоханих має закінчитися погано. Гномео планує довести письменникові протилежне.
Лорд Редбрік приклеїв доньку до вежі, щоб вона більше не змогла нашкодити собі. У цей час сині почали наступ за допомогою Ферратермінатора. Та газонокосарка вийшла з-під контролю й взяла напрям на вежу. Гномео, що повернувся до рідного саду, намагався врятувати кохану, та газонокосарка зруйнувала вежу. Гадаючи, що їхні діти померли разом під уламками, лорд Редбрік та леді Блубері визнали провину й помирилися. Тоді виявилося, що Гномео та Джульєта живі. Ця історія отримала щасливу кінцівку — кохані змогли бути разом, ворожнеча між гномами припинилася й навіть Тібальда змогли склеїти заново.

## Ролі озвучували
- Джеймс МакЕвой — Гномео;
- Емілі Блант — Джульєта;
- Майкл Кейн — лорд Редбрік — батько Джульєти, лідер червоних гномів Капулетті;
- Джейсон Стейтем — Тібальд;
- Меггі Сміт — леді Блубері — мати Гномео, лідер синіх гномів Монтеккі;
- Стівен Мерчант — Періс;
- Патрік Стюарт — пам'ятник Вільяма Шекспіра;
- Ешлі Дженсен — Нанет — садова статуетка-жаба, подруга Джульєти;
- Метт Лукас — Бені (синій гном із гостроверхим капелюхом);
- Оззі Осборн — Фавн — статуетка оленя, товариш Тібальда
- Джим Каммінгс — Фізерстоун — статуетка фламінго в покинутому будинку, що втратив кохану через сварку своїх хазяїв-людей;
- Джулі Волтерс — місіс Монтеккі — власниця синього будинку;
- Річард Вілсон — містер Капулетті — власник червоного будинку;
- Халк Хоган — Террафірмінатор — газонокосар;

## Ролі дублювали
- Андрій Соболєв — Гномео
- Ганна Кузіна — Джульєтта
- Анна Михайлова — Нанет
- Констянтин Таран — лорд Редбрік
- Наталія Заболотна — Леді Блубері
- Дмитро Лінартович — Фрезерстоун
- Сергій Солопай — Бенні

Фільм дубльовано студією «Постмодерн» на замовлення компанії «Геміні» у 2011 році.
- Режисер дубляжу — Констянтин Лінартович
- Звукорежисер — Максим Пономарчук
- Переклад і укладка тексту — Надія Бойван
- Менеджер проекту — Ірина Туловська

## Музика
| #   | Назва                                                                       | Тривалість |
| --- | --------------------------------------------------------------------------- | ---------- |
| 1.  | «Привіт, привіт (англ. Hello, Hello) — Елтон Джон, Леді Гага»               | 3:44       |
| 2.  | «Крокодилячий рок (англ. Crocodile Rock) — Неллі Фуртаду, Елтон Джон»       | 3:26       |
| 3.  | «(англ. Saturday Night's Alright for Fighting) — Елтон Джон»                | 4:54       |
| 4.  | «(англ. Don't Go Breaking My Heart) — Елтон Джон, Kiki Dee»                 | 4:33       |
| 5.  | «Любов будує сад (англ. Love Builds a Garden) — Елтон Джон»                 | 3:34       |
| 6.  | «Твоя пісня (англ. Your Song) — Елтон Джон»                                 | 4:01       |
| 7.  | «Людина-ракета (англ. Rocket Man) — Елтон Джон»                             | 4:42       |
| 8.  | «Крихітний танцюрист (англ. Tiny Dancer) — Елтон Джон»                      | 6:14       |
| 9.  | «(англ. Bennie and the Jets) — Елтон Джон»                                  | 5:20       |
| 10. | «Гномео та Джульєта — Кріс Бекон, Джейм Ньютон Говард»                      | 4:22       |
| 11. | «Кульбабки (англ. Dandelions) — Кріс Бекон, Джейм Ньютон Говард»            | 4:24       |
| 12. | «(англ. Bennie and the Bunnies) — Кріс Бекон, Джейм Ньютон Говард»          | 2:52       |
| 13. | «Террафірмінатор (англ. Terrafirminator) — Кріс Бекон, Джейм Ньютон Говард» | 5:34       |
| 14. | «The Tiki Tiki Tiki Room —»                                                 | 2:37       |

## Касові збори
Касові збори становили $189,967,670 ($99,967,670 в США та $90,000,000 за кордоном).

## Кінокритика
На сайті Rotten Tomatoes мультфільм здобув рейтинг у 55 % (63 схвальних відгуків і 52 негативних)., на сайті Metacritic — 53 із 100.